# Deutschlandstiftung Integration
Die Deutschlandstiftung Integration wurde 2008 vom Verband Deutscher Zeitschriftenverleger (VDZ) gegründet und hat ihren Sitz in Berlin. Als medienverbundene Stiftung soll sie zur Entstehung eines neuen, vorurteilsfreien Gesellschaftsbildes beitragen und die Integration fördern. Schirmherr ist der Bundeskanzler a. D. Olaf Scholz, Vorsitzender des Stiftungsrates ist der frühere Bundespräsident Christian Wulff. Thomas Gauly ist Gesellschafter der gGmbH.

## Struktur

### Stiftungsrat
Den Stiftungsrat bilden
- Christian Wulff Bundespräsident a. D., Vorsitzender des Stiftungsrates
- Thomas Gauly Gründer und Gesellschafter Gauly Advisors GmbH, Gesellschafter der DSI Deutschlandstiftung Integration gGmbH[7]
- Constance Hybsier Associate Director Sustainability, Coca-Cola Europacific Partners Deutschland GmbH
- Rolf Lange Geschäftsbereichsleiter Unternehmenskommunikation/Public Affairs Edeka AG[8][9]
- Reem Alabali-Radovan Staatsministerin für Migration, Flüchtlinge und Integration

### Kuratorium
Mitglieder des Kuratoriums sind:
- Maria Böhmer Vorsitzende des Kuratoriums, Staatsministerin a. D.
- Fredi Bobic Ehemaliger Fußballspieler und Sportmanager
- Albert Darboven Geschäftsführender Gesellschafter J.J.Darboven GmbH & Co. KG
- Aydın Doğan Unternehmer
- Wolfgang Fürstner Gründungsvorstand DSI
- Rüdiger Grube Vorsitzender Aufsichtsrat HHLA
- Martin Hoffmann ehem. Intendant der Berliner Philharmoniker
- Tonio Kröger Agentur Antoni
- Liz Mohn Unternehmerin
- Kathrin Flohr Geschäftsführerin People and Culture, Coca-Cola Europacific Partners Deutschland GmbH
- Markus Mosa Vorstandsvorsitzender Edeka AG
- Cem Özdemir Bundesminister für Ernährung und Landwirtschaft
- Regine Sixt Unternehmerin
- Rudolf Thiemann Präsident Verband Deutscher Zeitschriftenverleger e. V., Geschäftsführender Gesellschafter Liborius-Verlagsgruppe

Olaf Scholz ist Schirmherr der Stiftung. Mikolaj Ciechanowicz ist Geschäftsführer.

## Ziele und Projekte der Stiftung
Die Stiftung fördert mit diversen Projekten Vielfalt in der Bundesrepublik und setzt sich für gleiche Chancen beim Zugang zu Bildung, Arbeit und gesellschaftlicher Teilhabe als Grundlage für erfolgreiche Integration ein. Das Stipendienprogramm Geh’ Deinen Weg, das es seit 2012 gibt, richtet sich an Schüler, Auszubildende und Studenten zwischen 16 und 29 Jahren und soll diese auf ihrem Karriereweg unterstützen. Dabei setzt die Stiftung auf die Mitarbeit von Mentoren aus Wirtschaft, Politik und Kultur. Sie übernehmen die Rolle des persönlichen Coachs. Zu ihnen gehören unter anderem Franziska Giffey, Regierende Bürgermeisterin von Berlin, der ehemalige CEO von Thyssenkrupp, Heinrich Hiesinger, oder die Journalistin und ehemalige Bunte-Chefredakteurin Patricia Riekel.
Zusammen mit den GEH DEINEN WEG-Stipendiaten hat die Stiftung die Social-Media-Kampagne #AuchichbinDeutschland initiiert. Die Ad-Hoc-Kampagne in den sozialen Medien rief Menschen mit Einwanderungsgeschichte dazu auf, Erfahrungen mit Alltagsrassismus auf einem Fotobeitrag zu dokumentieren. Damit sollte eine Diskussion zu den Themen „Deutschsein“ und „Alltagsrassismus“ angestoßen werden. Zusammen mit der Deutschen Fußball Liga und der Bundesliga-Stiftung organisierte die Stiftung 2012 einen Aktionstag, bei dem die 18 Bundesligisten und ihre Sponsoren einen Spieltag lang auf kommerzielle Werbung verzichteten und stattdessen „Geh deinen Weg“ auf ihren Trikots zeigten. Damit bezogen sie Position für die Chancengleichheit für Menschen mit Zuwanderungsgeschichte.
2009 wurde die Anzeigenkampagne „Raus mit der Sprache, Rein Ins Leben“ initiiert. In der streckten Prominente mit Einwanderungsgeschichte ihre Zunge raus und warben für das Erlernen der deutschen Sprache.
2019, anlässlich des 70-jährigen Bestehens des Grundgesetzes am 23. Mai 2019 hat die Deutschlandstiftung Integration in Zusammenarbeit mit Unterstützung des Bundesministeriums des Inneren, für Bau und Heimat sowie in Kooperation mit dem Bundesministerium der Justiz und für Verbraucherschutz die nationale Öffentlichkeitskampagne Mein Deutschland. Ich lebe hier auf gutem Grund. gestartet. Darin werben Menschen mit Migrationsbiografien für das Grundgesetz. Botschafter für einzelne Artikel oder Absätze sind etwa die Holocaust-Überlebende Margot Friedländer oder die gläubige Muslimin und deutsche Boxmeisterin Zeina Nassar.
Anfang Oktober 2020 stellte Wulff in seiner Eigenschaft als Vorsitzender der Deutschlandstiftung Integration die bundesweite Kampagne „Meine Stimme gegen Hass“ vor. Die Kampagne, die vor allem auf diese Stiftung zurückgeht und unter anderem von der Integrationsbeauftragten der Bundesregierung, von der Bundeszentrale für politische Bildung und vom Deutschen Fußball-Bund unterstützt wird, ruft dazu auf, die Opfer von rechter und rassistischer Gewalt nicht zu vergessen, die Stimme gegen Rassismus und insbesondere gegen Antisemitismus, Ausgrenzung und rechtsextremen Terror zu erheben, gegen Hass anzugehen und für die Unantastbarkeit eines jeden Menschen einzutreten.

## Preise für Integration
Die Stiftung hat die „Goldene Victoria für Integration“ ins Leben gerufen, mit der Menschen ausgezeichnet werden, die sich besonders um die Integration verdient gemacht haben.
Preisträger:
- 2008: Aydın Doğan
- 2009: Dietmar Hopp
- 2010: Liz Mohn
- 2011: René Obermann
- 2012: Rüdiger Grube
- 2013: Regine Sixt[16]
- 2014: Miroslav Klose

Danach wurde die Auszeichnung umbenannt in „Talisman der Deutschlandstiftung Integration“.
Am 14. Mai 2019 erhielt als erste Preisträgerin die Holocaust-Überlebende Margot Friedländer den Preis für ihre Verdienste um ihre Aufklärungsarbeit als Zeugin der Zeit des Nationalsozialismus.
Am 31. August 2021 wurden vier Menschen – Anka Ljubek, Hoai Nam Duong, Yang-Hee Kim und Zeynep Gürsoy – stellvertretend für die Menschen der ersten Einwanderungsgeneration aus den verschiedenen Anwerbeländern mit dem Talisman ausgezeichnet. Die Preisträger waren im Rahmen von Anwerbeabkommen der BRD und der DDR nach Deutschland gekommen und sind dort langjährig berufstätig gewesen und haben Kinder und Enkel, die heute in Deutschland in der Wissenschaft, der Wirtschaft, im Sozialwesen oder im Kulturbereich tätig sind. Die Preise wurden überreicht von Bundeskanzlerin a. D. Angela Merkel, von Bundespräsident a. D. Christian Wulff als Vorsitzendem des Stiftungsrats der Deutschlandstiftung Integration und von Staatsministerin Annette Widmann-Mauz.
Am 11. März 2024 erhielt die Journalistin Dunja Hayali den TALISMAN für gesellschaftlichen Zusammenhalt der Deutschlandstiftung Integration. Bundesaußenministerin Annalena Baerbock hielt die Festrede und Laudatio.

## Schriften (Auswahl)
- Deutschlandstiftung Integration (Hrsg.): Sarrazin. Eine deutsche Debatte, München; Zürich: Piper, 2010, ISBN 978-3-492-05464-5 und ISBN 3-492-05464-1; Inhaltsverzeichnis (als PDF-Dokument) und Angaben aus der Verlagsmeldung